# Forum (biograf, Borlänge)
Forum är en enkelbiograf, teater och konferenslokal i stadsdelen Kvarnsveden, Borlänge kommun. 

## Historia
Biografen byggdes 1952 av Folkets Hus och Parker. Biografen genomgick under början av 2000-talet en omfattande renovering där salongen fick nya inventarier samt handikappanpassades. Forum var hemmascenen för pianisten Lars Roos, där också hans sista offentliga spelning ägde rum. Biografen var 2006 premiärbiograf för filmen Jag ser inte musiken längre som handlar om just Lars Roos.
Folketshusföreningen kvarnsveden begärdes i konkurs sommaren 2009, Unga Örnar tog över och driver anläggningen.